# Старогусево
Старогусево (баш. Иҫке Гусев) — село в Бакалинском районе Республики Башкортостан Российской Федерации. Входит в состав Старокуручевского сельсовета.

## География

### Географическое положение
Расстояние до:
- районного центра (Бакалы): 28 км,
- центра сельсовета (Старокуручево):
- ближайшей ж/д станции (Туймазы): 106 км.

## История
До 2008 года — административный центр Гусевского сельсовета. После его упразднения включен в Старокуручевский сельсовет (Закон Республики Башкортостан от 19.11.2008 N 49-з «Об изменениях в административно-территориальном устройстве Республики Башкортостан в связи с объединением отдельных сельсоветов и передачей населённых пунктов», ст.1, п.6) е)).

## Население
| 2002 | 2009 | 2010 |
| ---- | ---- | ---- |
| 356  | ↗359 | ↘306 |

Национальный состав
Согласно переписи 2002 года, преобладающая национальность — русские (64 %).

## Инфраструктура
Стационарный оздоровительный лагерь «Радуга» (ул. Центральная, 15).